# BM Jain
BM Jain ，印度政治学者、汉学家、建构主义国际关系专家。1981年获拉贾斯坦大学博士学位，1988年起任《印度亚洲事务杂志》(Indian Journal of Asian Affairs) 主编至今。他发展了国际关系中的“地缘心理学”（geopsychology）理论 。在理解中国外交政策时，他应用了这一理论框架，列出了中国地缘心理学的核心要素：“百年国耻”、“中央王国综合症”（Middle Kingdom syndrome）、文化自豪感、中国民族主义、战略文化和反霸话语。